# Tú (canción de Ricardo Montaner)
«Tú» de Ricardo Montaner es una de las canciones más pegajosas y movidas del álbum Ricardo Montaner 2. Fue escrita por el mismo Ricardo y producida por Pablo Manavello.
Hasta donde se sabe, la canción fue publicada sólo en formato de sencillo-PROMO, es decir, solamente distribuido para las emisoras de radio.
Lo que la canción trata: Este tema musical nos habla de una relación de pareja entre un hombre y una mujer, en donde es ella la que lo dominia todo, debido a su carácter avasallante, pero que sin embargo esto (lo de la dominancia del uno sobre el otro) no deteriora la relación de pareja, sino todo lo cotrario, sirve para afianzar aún más los lazos de afectividad entre los dos.

## Lista de canciones
sencillo-PROMO de vinilo (7 inches): "Tú" (la misma canción por ambos lados).

Lado A: "Tú".

Lado B: "Tú".

.
- Datos: Q6154633